# Ischnea
Ischnea F.Muell. – rodzaj roślin z rodziny astrowatych (Asteraceae). Obejmuje sześć gatunków występujących endemicznie w górach Nowej Gwinei. 

## Morfologia
PokrójWieloletnie, darniowe rośliny zielne o wysokości do 20 cm.
LiścieUlistnienie skrętoległe. Liście skupione różyczkowato przy ziemi oraz łodygowe. Blaszki liściowe równowąsko-odwrotnie lancetowate lub odwrotnie jajowate, nieco zwinięte doosiowo w górę, całobrzegie lub pierzastodzielne, nagie. Wierzchołki słabo wycięte. Szypułki liści rozetowych przypominające pochwy liściowe, niekiedy kątowo z brązowawymi, wełnistymi włoskami. Liście łodygowe siedzące, mniejsze od rozetowych, zmniejszające się w kierunku wierzchołka łodygi.
KwiatyZebrane w główkowaty koszyczek wyrastający pojedynczo wierzchołkowo na łodydze. Okrywa z 8 (–9) wolnymi listkami, położonymi w dwóch szeregach, z lekko zachodzącymi na siebie brzegami, podługowate do odwrotnie jajowatych, równej wielkości, ostre do tępych, zielne, całobrzegie, często zabarwione fioletowo. Osadnik wypukły lub płaski, nagi. Kwiaty języczkowe położone w 1 szeregu, żeńskie, nagie, żółte. Rurka zredukowana, języczek wąsko podługowaty, zaokrąglony. Szyjka słupka naga, dwuwrębna. Kwiaty rurkowate dzwonkowate, męskie, 4- lub 5-łatkowe, nagie, żółte, niekiedy z pierścieniem kwadratowych komórek poniżej środka. Zalążnia całkowicie zredukowana. Szyjka słupka stożkowata, niepodzielona. Pręciki o długości 0,3–0,4 mm, z odwrotnie jajowatym wyrostkiem.
OwoceNiełupki odwrotnie jajowate, zakrzywione, spłaszczone, nagie lub owłosione, pozbawione puchu kielichowego.

## Biologia i ekologia
SiedliskoNiektóre gatunki lokalnie pospolite. Rodzaj występuje na dużych wysokościach między 2700 a 4480 m n.p.m. Rośliny zasiedlają wilgotne siedliska, od subalpejskich mokradeł po alpejskie wrzosowiska i murawy halne.
Cechy fitochemiczneIschnea elachoglossa zawiera glikozydy kwercetyny.
GenetykaLiczba chromosomów 2n = 18.

## Systematyka
Pozycja systematycznaRodzaj z podplemienia Tussilagininae, plemienia  Senecioneae i podrodziny Asteroideae w obrębie rodziny astrowatych (Asteraceae).
Historycznie zaliczane do plemienia Anthemideae (Mueller 1889, Mattfeld 1929), a także podplemienia Crocidiinae (Robinson i Brettell 1973) i podplemienia Blennospermatinae (Nordenstam 1977) w plemieniu Senecioneae.
Wykaz gatunków
- Ischnea brassii H.Rob. & Brettell
- Ischnea capellana Swenson
- Ischnea elachoglossa F.Muell.
- Ischnea keysseri Mattf.
- Ischnea korythoglossa Mattf.
- Ischnea spathulata Mattf.